# Fred van Zutphen
Franciscus Cornelus Leonardus Wilhelmus „Fred“ van Zutphen (* 7. Januar 1971 in Veghel) ist ein ehemaliger niederländischer Bogenschütze.

## Karriere
Fred van Zutphen gewann mit der niederländischen Mannschaft bei den Weltmeisterschaften 1993 und den Hallenweltmeisterschaften 1995 jeweils Bronze mit dem Recurvebogen. Es folgte Mannschaftssilber bei den Europameisterschaften 2000. Bei den Olympischen Spielen 2000 in Sydney klassierte van Zutphen auf Platz 16 im Einzelwettbewerb. Mit Wietse van Alten und Henk Vogels wurde er erneut Neunter im Mannschaftswettbewerb. Nach den Olympischen Spielen wechselte van Zutphen zum Compoundbogen. Hier konnte er bei den Europameisterschaften 2002 Bronze im Einzel und den Mannschaftseuropameistertitel sichern. Zwei Jahre später holte van Zutphen erneut EM-Bronze im Einzel und EM-Silber mit der Mannschaft. Seine letzte internationale Medaille war eine silberne mit der Mannschaft bei den Europameisterschaften 2010.